# 鈴木美弥
鈴木 美弥（すずき みや、1972年10月2日 - ）は、日本の女優、アイドル。神奈川県横浜市出身。渡辺企画に所属していた。

## 人物
- 五人姉妹の三女。姉二人、妹二人が居る[1]。
- 映画『ステイ・ゴールド』のオーディションに合格してデビュー[1]。ステイ・ゴールドは自身の代表作となる。主要キャストである仲良し少女4人組の1人、麗子を演じた。
- 第23代ポッキープリンセス[2]。

## 出演

### 映画
- ステイ・ゴールド（1988年、松竹） - 和田麗子 役

### テレビドラマ
- 木曜ゴールデンドラマ「喝采」（1988年6月9日、読売テレビ） - 中浦恭子 役
- 乱歩賞作家サスペンス「魔少女」（1988年6月13日、関西テレビ）[2]
- 男と女のミステリー「記憶なし ある朝突然、母が19歳の少女になった…」（1989年10月20日、フジテレビ）

### CM
- 江崎グリコ ポッキー（1989年）
- 三菱鉛筆 プロッキー（1989年）[2]